# Sophus Torup

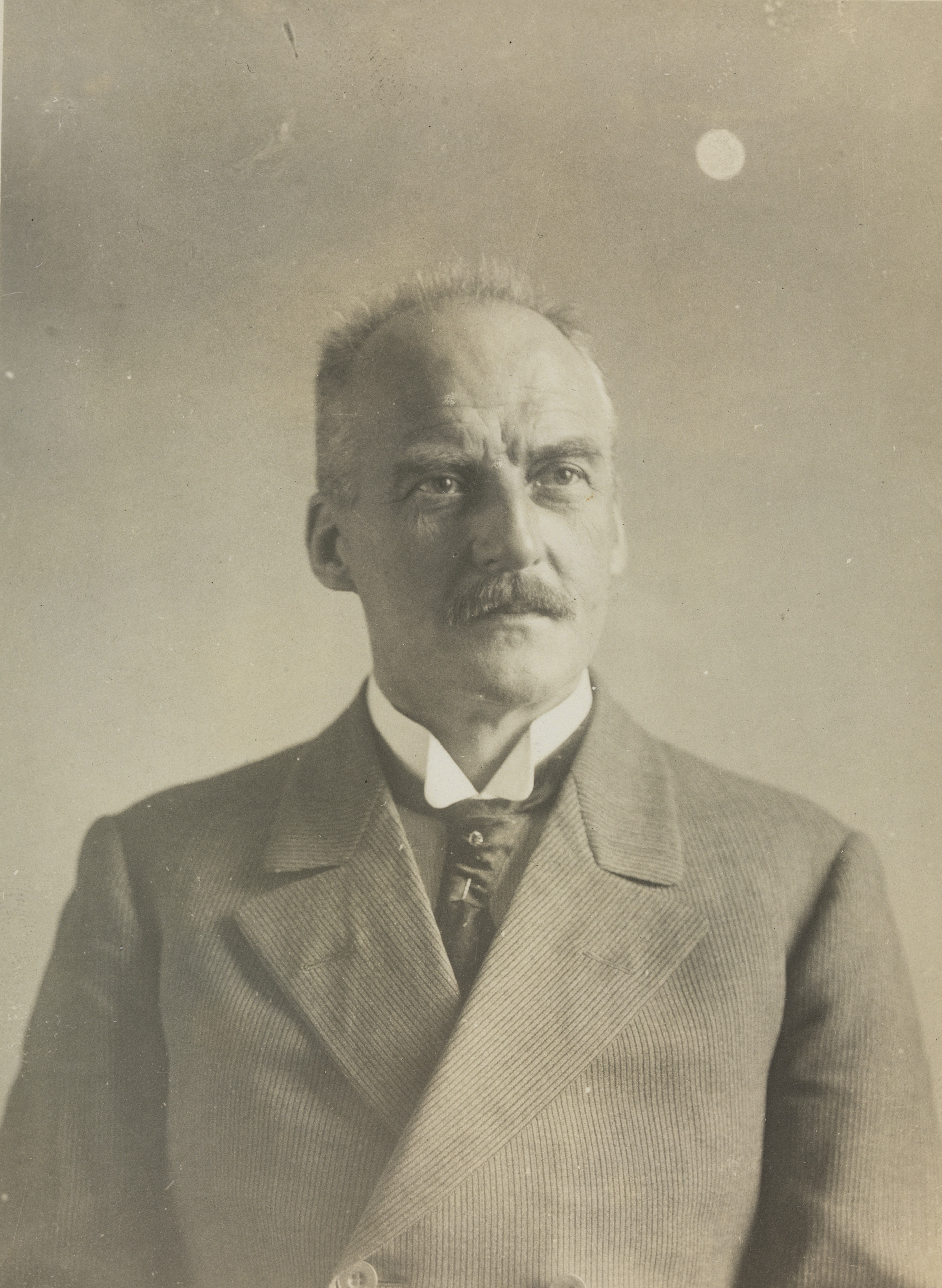
Sophus Torup

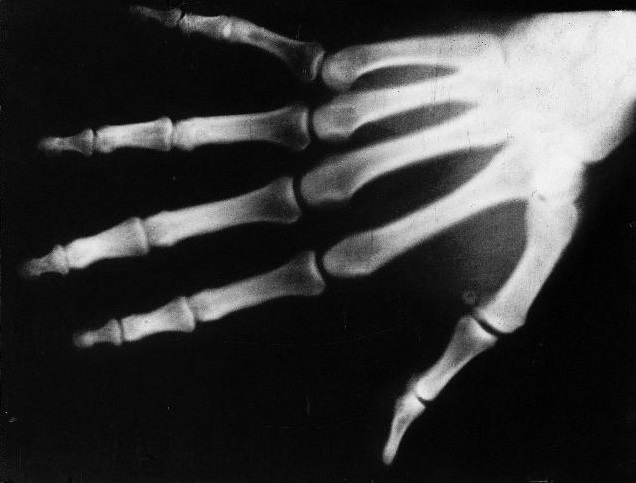
Röntgenbild von Sophus Torups Hand (Birkeland, 1896)

Sophus Carl Frederik Torup (* 15. August 1861 in Nykøbing Falster, Dänemark; † 30. November 1937 in Oslo, Norwegen) war ein dänisch-norwegischer Physiologe. Er war Professor für Physiologie an der Universität in Kristiania (heute Oslo). Besonders bekannt wurde er durch seine Beteiligung an der ernährungsphysiologischen Planung der norwegischen Polarexpeditionen von Fridtjof Nansen, Otto Sverdrup und Roald Amundsen.

## Leben
Sophus Torup wurde 1861 in Nykøbing Falster als Sohn des dortigen Lehrers und späteren Schulinspektors in Odense, Jacob Møller Torup (1836–1892), und dessen Ehefrau Gregerssine Juliane Marie Simonsen (1836–1933) geboren. Er besuchte die Schule in Odense und studierte Medizin in Kopenhagen, wo er 1885 die Abschlussprüfung (Embetseksamen) ablegte. Er folgte anschließend seinem Interesse für die Physiologie und arbeitete an der Universität Kopenhagen als Assistent bei Christian Bohr. 1887 promovierte er mit einer Arbeit über die Kohlendioxidbindung im Blut zum Dr. med. Es folgten Studienaufenthalte bei Carl Ludwig in Leipzig sowie in Paris.
Am 30. September 1890 wurde Torup auf Empfehlung Bohrs im Alter von 28 Jahren zum Professor für Physiologie an der Universität Kristiania berufen. Dieses Amt hatte er bis zu seiner Emeritierung am 31. Dezember 1931 inne. Während Torups Forschungsarbeit und wissenschaftliche Publikationstätigkeit bescheiden waren, galt er als exzellenter Lehrer und Förderer norwegischer Physiologen. Er war Mitbegründer der biologischen Meeresforschungsstation in Drøbak (1894) und Mitherausgeber mehrerer Fachzeitschriften, darunter das Skandinavische Archiv für Physiologie. Bis 1919 gelang ihm die Neugründung des Physiologischen Instituts in Oslo, wenn auch nicht im gewünschten Umfang.
Torup gehörte nach seiner Ankunft in Kristiania zum Freundeskreis der Brüder Ernst und Ossian Sars und lernte deren Schwager Fridtjof Nansen kennen. Für dessen Arktis-Expedition mit der Fram (1893–1897) stellte er auf ernährungswissenschaftlicher Grundlage die Verpflegung zusammen. Gleiches tat er für Otto Sverdrups Fram-Expedition und mehrfach für Roald Amundsen. Jede dieser Expeditionen blieb frei von Vitaminmangelkrankheiten wie dem Skorbut, der während anderer Polarexpeditionen zu Todesopfern führte. Torup fühlte sich dadurch fälschlich in seiner Annahme bestätigt, dass die Ursache des Skorbuts eine Vergiftung durch unzureichend konserviertes Fleisch sei. Gemeinsam mit Nansen trat er Axel Holst und Theodor Frølich entgegen, die 1907 im Tierversuch gezeigt hatten, dass Skorbut und Beriberi durch Mangelernährung hervorgerufen werden.
Während des Ersten Weltkriegs war er von 1917 bis 1919 Mitglied des norwegischen Rationierungsrats und engagierte sich in der Öffentlichen Gesundheitspflege.
Sophus Torup war Mitglied mehrerer wissenschaftlicher Gesellschaften, unter anderem seit 1890 der Norwegischen Akademie der Wissenschaften und 1899 der Russischen Medizinischen Gesellschaft in St. Petersburg. Er wurde 1900 zum Ritter 1. Klasse des St.-Olav-Ordens ernannt und war zudem Kommandeur des Dannebrogordens. Die Torup-Insel im russischen Archipel Franz-Joseph-Land ist nach ihm benannt.

## Trivia
Das erste in Skandinavien aufgenommene Röntgenbild zeigt die Hand von Sophus Torup.

## Schriften (Auswahl)
- Om blodets kulsyrebinding med særlig hensyn til hæmoglobinets kulsyreforbindelse. Dissertation, 1887
- Alkohol og Arbeide, 1906
- Die thermochemischen Reaktionen bei der Verbindung des Hämoglobins mit Sauerstoff und Kohlensäure, 1906
- Soldaterkosten ved de i Kristiania garnisonerende avdelinger. In: Norsk Tidsskrift for Militærmedicin. Band 14, Nr. 3. Kristiania 1910, S. 84–86 (norwegisch, nb.no).